# White (rivière)
Pour les articles homonymes, voir White.
La White River, longue de 257 km, est une rivière du Colorado et de l'Utah, États-Unis, affluente de la Green River. Le bassin hydrographique de White est au sud de la Yampa.